# Thyrinteina tephra
Thyrinteina tephra là một loài bướm đêm trong họ Geometridae.